# Hadriánova vila

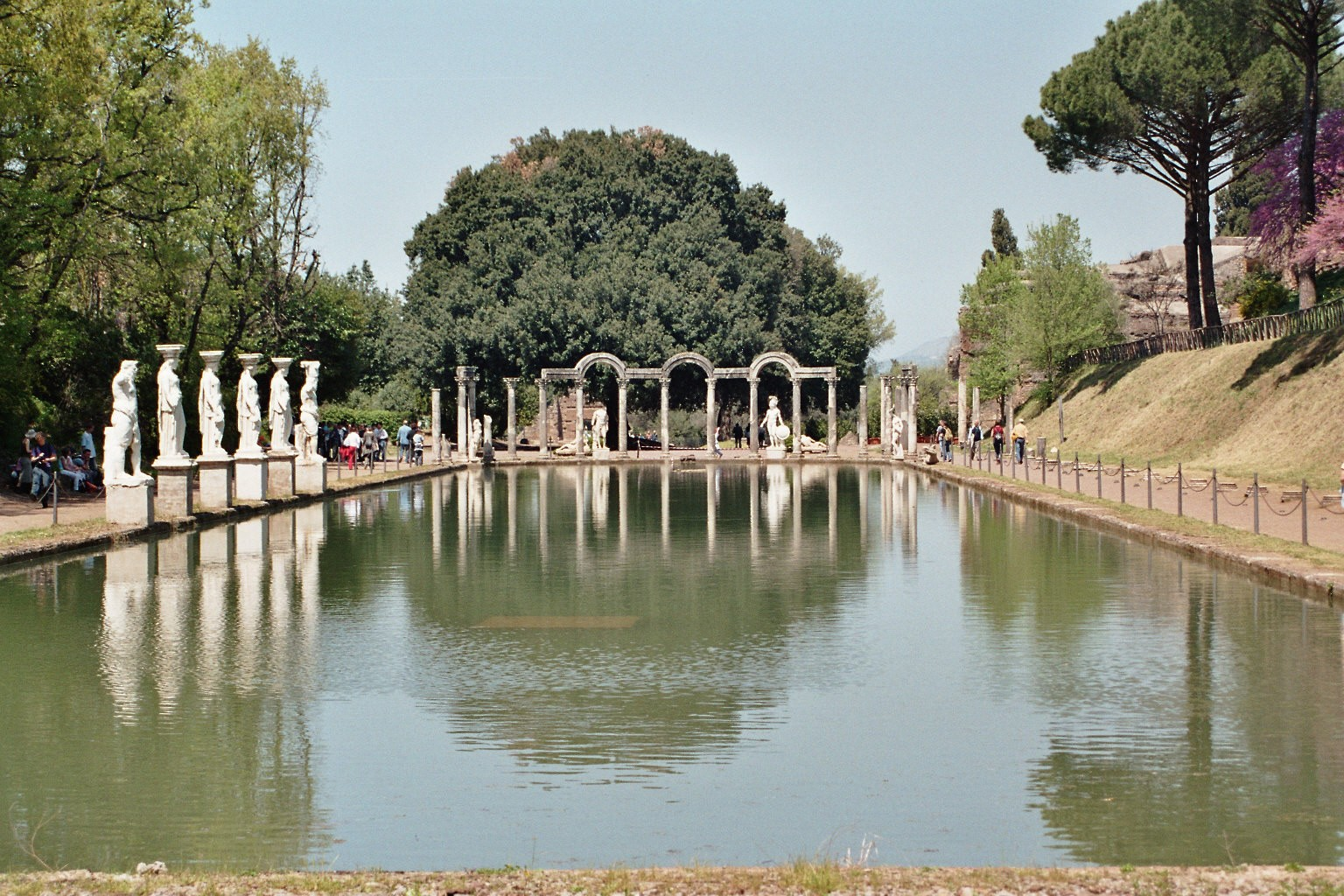
Kanopos

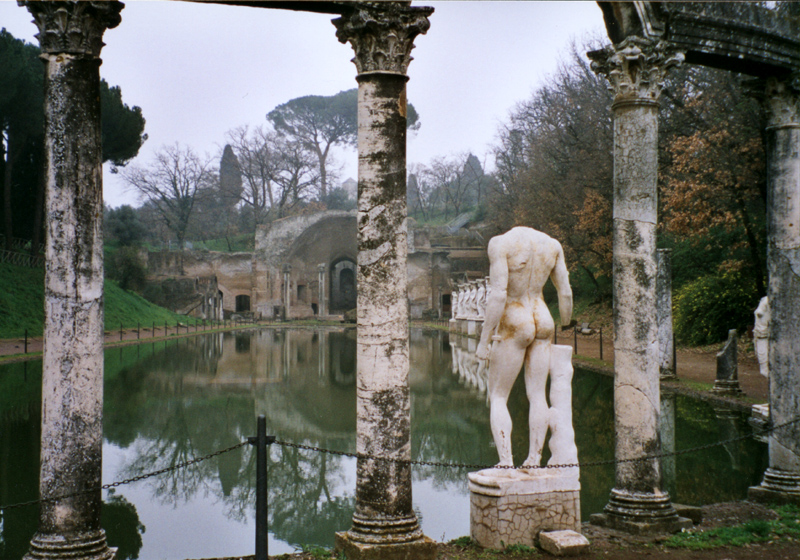
Pohled na Serapeium přes Kanopos

Hadrianova vila je velkolepá císařská rezidence rozkládající se na areálu o rozloze asi 120 hektarů přibližně 5 km západně od města Tivoli, 25 km východně od Říma, v regionu Lazio. Hadrianova vila je na Seznamu světového dědictví UNESCO od roku 1999.
Vila byla postavena za vlády císaře Publia Aelia Hadriana v letech 118–133 n. l. přibližně 30 km jihovýchodně od Říma, nedaleko řeky Anio. Tivoli (starověký Tibur) bylo v té době oblíbené letovisko bohatých Římanů (Catullus, Horatius, Augustus, Maecenas).
Stavba byla inspirována slavnými stavbami starého Řecka a Egypta.

## Historie
Vila byla postavena poblíž Tiburu (dnešní Tivoli) jako útočiště pro císaře Hadriana během druhého a třetího desetiletí 2. století n. l. Říká se, že Hadrianus neměl v oblibě palác na Palatinu v Římě, což vedlo k výstavbě tohoto útočiště. Tradičně užíval římský císař vilu jako místo k odpočinku od každodenního života. Předchozí císaři a bohatí Římané si rovněž stavěli vily (např. Trajánova vila). Ačkoliv měly být císařské vily místem oddechu a klidu, existují důkazy, že Hadrianus vykonával z této vily i oficiální povinnosti – například dopis odeslaný z vily v létě roku 125 n. l.
Malebná krajina kolem Tiburu činila tuto oblast oblíbeným místem pro výstavbu vil a venkovských sídel. Byla údajně oblíbená u lidí z Pyrenejského poloostrova, kteří žili v Římě. To mohlo ovlivnit Hadrianův výběr místa: i když se narodil v Římě, jeho rodiče pocházeli ze Španělska a s oblastí se mohl seznámit během svého mládí. Mohl zde být i rodinný vztah prostřednictvím jeho manželky Vibie Sabiny (83–136/137), která byla neteří císaře Trajána. Rodina Sabiny vlastnila rozsáhlé pozemky a spekuluje se, že pozemek v Tiburu mohl patřit mezi ně. Základem Hadrianovy vily byla vila z doby republiky. Hadrianus začal s výstavbou vily brzy po svém nástupu na trůn, jak dokládají razítka na cihlách, podle nichž výstavba probíhala průběžně.
V pozdějších letech své vlády Hadrianus řídil říši právě z této vily. Od roku 128 n. l. začal vilu používat jako své oficiální sídlo. Proto zde trvale pobýval dvůr a bylo nutné dočasně ubytovat a pohostit velké množství návštěvníků a byrokratů.
Po Hadrianovi vilu příležitostně využívali i jeho nástupci. V areálu byly nalezeny busty císařů Antonina Pia (138–161), Marca Aurelia (161–180), Lucia Vera (161–169), Septimia Severa a Caracally. Zenobie, sesazená palmýrská královna, žila poblíž vily od roku 273 až do své smrti. Vila byla obnovena za císaře Diocletiana na konci 3. století.
Během úpadku Římské říše ve 4. století vila postupně upadala a byla částečně zničena, protože cenné sochy a mramor byly odneseny Konstantinem Velikým a jeho nástupci. Areál byl využíván jako skladiště oběma stranami během ničivé gótské války mezi Ostrogóty a Byzantinci. Byly nalezeny zbytky vápenek, kde se pálil mramor z komplexu kvůli získání vápna pro stavební materiál. Stavební materiál byl také znovu využit křesťany při stavbě bazilik a dalších budov.
První doložené znovuobjevení vily provedl historik Biondo Flavio na konci 15. století, který na ni upozornil papeže Pia II. Jeho spisy o vile v díle Comeratti začaly vzbuzovat architektonický zájem o toto místo. V 16. století nechal kardinál Ippolito II. d’Este odvézt mnoho zbývajícího mramoru a soch z Hadriánovy vily k výzdobě své vlastní nedaleké vily d’Este. Od té doby byly při příležitostných vykopávkách nalezeny další fragmenty a sochy, z nichž některé zůstaly na místě nebo jsou vystaveny v místních expozicích.
Na většině areálu nebyly prováděny stratigrafické vykopávky, a mnoho informací bylo navždy ztraceno. Teprve od konce 19. století se začala jeho architektura a funkce zkoumat vědecky.

## Výzdoba
Výzdobu tvoří většinou repliky slavných řeckých či egyptských děl. Celkem se zde nachází asi 500 soch, fontány, vodotrysky, jemné mozaiky, fresky: geometrické motivy, lovecké aj. výjevy. Stropy mají většinou klenby podepírané ozdobnými sloupy různých stylů.

## Stavby

### Venušin chrám
Je vystavěn na kruhovém půdorysu, obklopeném polokruhovým sloupovím. Je kopií Knidského chrámu v Delfách. Uprostřed je socha bohyně Afrodity (kopie Afrodíté Knidské od Praxitela).

### Síň s dórskými sloupy
Chodba 32×23 m s dórskými sloupy a obdélníkovým vchodem, střední část chodby měla i druhé patro se širokými okny.

### Císařský palác
Obsahuje malou knihovnu (s výklenky pro papyry) a letní jídelnu (triclinium). Jádrem stavby je obdélníkový dvůr obklopený sloupovím, lemovaný sérií pokojů.

### Triclinium
Letní jídelna spojená s hospitalií dvěma schodišti, na jeho jižní straně je Cryptoporticus (podzemní chodba), kde jsou fresky.

### Hospitalia
Dvě skupiny pěti místností s výklenky pro postele (jako kabiny), byly používány jako ložnice pro praetoriánské stráže (hlídaly vchod do vily). Zachovaly se mozaikové podlahy s geometrickými a rostlinnými motivy a latríny.

### Praetorium
Rozsáhlé místnosti pro personál, sklad (tabernae) a kasárna.

### Kasárna vigiles
Čtvercová stavba vydlážděná cihlami, dobře se zachoval vnitřní dvůr a galerie s dřevěnými schody, latríny, klenby, budova má dvě patra. Žili tu sluhové, otroci, hasiči.

### Zlaté náměstí
Náměstí lemované velkým peristylem (sloupořadí), zdobeno květinovými záhony a fontánami. Bylo používáno pro slavnostní příležitosti. Na severní straně je vestibul osmiúhelníkového půdorysu (střecha-členitá kopule), na jižní straně je půlkruhová jídelna. Chodníky mají opus sectile (geometrické tvary – čtverce, trojúhelníky, kosočtverce; mramor, slonovina). Stěny byly až do stropu obložené mramorem (někde jsou viditelné lovecké scény).

### Řecké divadlo
Klasické řecké divadlo s kruhovým hledištěm (cavea) a obdélníkovým jevištěm.

### Poikilé a Sto komor
Tvoří je velká obdélníková kolonáda (232x97m) s bazénem uprostřed, lemovaná sloupovím. Jde o kopii slavné athénské kolonády „Stoa Poikile“. Vedla k němu umělá promenáda zastíněná slaměnou střechou (procházky v jakémkoli období), ta spočívala na obrovské konstrukci Sto komor (100 camerelle). Sto komor nemělo žádné přímé spojení s Poikilé, byli tam ubytováni otroci, vojáci a sluhové.

### Vodní divadlo
Kruhová zeď (odděluje stavbu od ostatních částí vily) se sloupořadím uvnitř. Kanál ohraničující malý ostrůvek, na který vedly 2 mosty. Na ostrůvku byla malá vilka s atriem uprostřed (fontána, malé lázně,latrína). Jde o místo, kam se Hadrianus rád uchyloval ke studiu a relaxaci.

### Dvůr knihovny
Na severní straně jsou knihovny spojené Vestibulem, nejstarší část komplexu.

### Řecká knihovna
Dvě čtvercové místnosti s obdélníkovými výklenky, klenby. Měla horní podlaží s vyhřívacím systémem.

### Latinská knihovna
Dvě místnosti: čtvercová s výklenky na 3 zdech, klenba; vestibul.

### Velké lázně
Pánské lázně: laconicum (potní lázeň), caldarium ( nádrž s horkou vodou), tepidarium (vlažná voda), frigidarium (studená voda).

### Malé lázně
Pravděpodobně pro ženy, obsahují osmiúhelníkovou místnost s otvorem v kopuli a jsou bohatě zdobené mramorem a opus sectile.

### Rybník
Nádrž s výklenky pro sochy, obklopená peristylem.

### Kanópos
Jeden z nejproslulejších architektonických komplexů celého starověkého světa. Zabírá dlouhé úzké údolí a sestává z průplavu obklopeného kolonádou s kopiemi slavných řeckých soch. Nacházejí se zde nejkrásnější sochy mladíka Antinoose.

### Serapidův chrám
Kopie slavného Serapidova chrámu v Alexandrii. Má dva vodovody na zásobování fontán u Kanópu.

### Budova se třemi exedrami
(exedra = půlkruhový výklenek). Jde o tři půlkruhové dvory se sloupovím a vodotrysky vyzdobené mramorovými reliéfy.

### Nympheum
Pravděpodobně velké letní triclinium se zahradou. Vyzdobeno vodotrysky a nádobami s květinami.

### Vestibul
Stavba mezi malými a velkými lázněmi, byla zde tělocvična, lararium, dvory se sloupovými, obklopené ložnicemi. Odtud byl přístup k dalším stavbám.